# J. Edgar Hoover
John Edgar Hoover (Washington, D.C., 1 de janeiro de 1895 – Washington, D.C., 2 de maio de 1972) foi um policial norte-americano que durante 38 anos exerceu o cargo como 1º diretor do Federal Bureau of Investigation (FBI), considerada a maior organização policial do mundo e autoridade número um dos Estados Unidos. Hoover tornou-se fundamental na fundação do FBI, onde permaneceu como diretor por 37 anos até sua morte em 1972. Hoover expandiu o FBI para uma área maior agência de combate ao crime e instituiu uma série de modernizações para a tecnologia de policiamento, como um arquivo centralizado de impressões digitais e laboratórios forenses.
Mais tarde na vida e após sua morte, Hoover se tornou uma figura controversa quando as evidências de seus abusos secretos de poder começaram a surgir. Foi descoberto que ele violou rotineiramente as próprias políticas do FBI e as próprias leis que o FBI foi encarregado de fazer cumprir, por ter usado o FBI para assediar e sabotar dissidentes políticos, para acumular arquivos secretos para chantagear políticos de alto escalão, e ter coletado evidências usando vigilância ilegal, escutas telefônicas e roubos. Hoover consequentemente acumulou uma grande quantidade de poder e foi capaz de intimidar e ameaçar figuras políticas.

## Biografia
John Edgar Hoover nasceu no dia de Ano Novo de 1895 em Washington, D.C., filho de Anna Marie (nascida Scheitlin; 1860–1938) e Dickerson Naylor Hoover (1856–1921), chefe da divisão de impressão da US Coast and Geodetic Survey, anteriormente um fabricante de placas para a mesma organização. Dickerson Hoover era de ascendência inglesa e alemã. O tio-avô materno de Hoover, John Hitz, era um cônsul geral honorário da Suíça nos Estados Unidos. Entre sua família, ele era o mais próximo de sua mãe, que era seu guia moral e disciplinador.
Hoover nasceu em uma casa no atual local da Igreja Metodista Unida de Capitol Hill, localizada na Seward Square, perto de Eastern Market, no bairro de Capitol Hill, em Washington. Um vitral na igreja é dedicado a ele. Hoover não tinha uma certidão de nascimento registrada em seu nascimento, embora fosse exigida em 1895 em Washington. Dois de seus irmãos tinham certificados, mas o de Hoover não foi arquivado até 1938, quando ele tinha 43 anos.
Hoover viveu toda a sua vida em Washington, D.C. Ele frequentou a Central High School, onde cantou no coral da escola, participou do programa Reserve Officers' Training Corps e competiu na equipe de debate. Durante os debates, ele argumentou contra o direito de voto das mulheres e contra a abolição da pena de morte. O jornal da escola aplaudiu sua "lógica fria e implacável". Hoover gaguejou quando menino, o que mais tarde aprendeu a controlar aprendendo sozinho a falar rapidamente - um estilo que ele manteve ao longo de sua carreira adulta. Ele acabou falando com uma velocidade tão feroz que os estenógrafos tiveram dificuldade em segui-lo.
Hoover tinha 18 anos quando aceitou seu primeiro emprego, um cargo inicial como mensageiro no departamento de pedidos da Biblioteca do Congresso. A biblioteca ficava a oitocentos metros de sua casa. A experiência moldou Hoover e a criação dos perfis do FBI; como Hoover observou em uma carta de 1951: "Este trabalho... me treinou no valor da coleta de material. Ele me deu uma base excelente para meu trabalho no FBI, onde foi necessário reunir informações e evidências".
Hoover obteve um Bacharelado em Direito pela Escola de Direito da Universidade George Washington em 1916, onde foi membro do Capítulo Alpha Nu da Ordem Alpha Kappa, e um LL.M. em 1917 pela mesma universidade. Enquanto estudante de direito, Hoover interessou-se pela carreira de Anthony Comstock, o Inspetor Postal dos Estados Unidos da cidade de Nova York, que empreendeu campanhas prolongadas contra fraude, vício, pornografia e controle de natalidade.

## FBI
Em agosto de 1919, Hoover, de 24 anos, tornou-se chefe da nova Divisão de Inteligência Geral do Bureau of Investigation, também conhecida como Divisão Radical porque seu objetivo era monitorar e interromper o trabalho dos radicais domésticos.
Durante o tempo em que ficou na chefia do departamento (até sua morte), serviu a oito presidentes e 18 secretários de Justiça. Mudou a história do FBI: a antiga e ineficiente organização de 657 agentes (muitas vezes corruptos), tornou-se a maior organização policial do planeta, com mais de 16 mil funcionários, além de modernos métodos de investigação criminal. No ano de sua morte, os arquivos do FBI possuíam mais de 200 milhões de impressões digitais.
Nos anos 30, sua fama começou a crescer quando combatia criminosos famosos, como John Dillinger e Baby Face.
A tragédia que foi o seqüestro do bebê Lindbergh – o filho do milionário aviador Charles Lindberg, o homem mais querido e respeitado dos Estados Unidos de então, ocorrido em 1932, acabaria ajudando Hoover a obter do Congresso a transformação do Bureau of Investigation em um órgão realmente federal, com muito mais recursos, uma estrutura muitíssimo mais ampla, e poderes para investigar crimes em todos os Estados, passando por cima das polícias estaduais.
Durante o Macarthismo, participou na caça de espiões e comunistas.

## Relacionamento

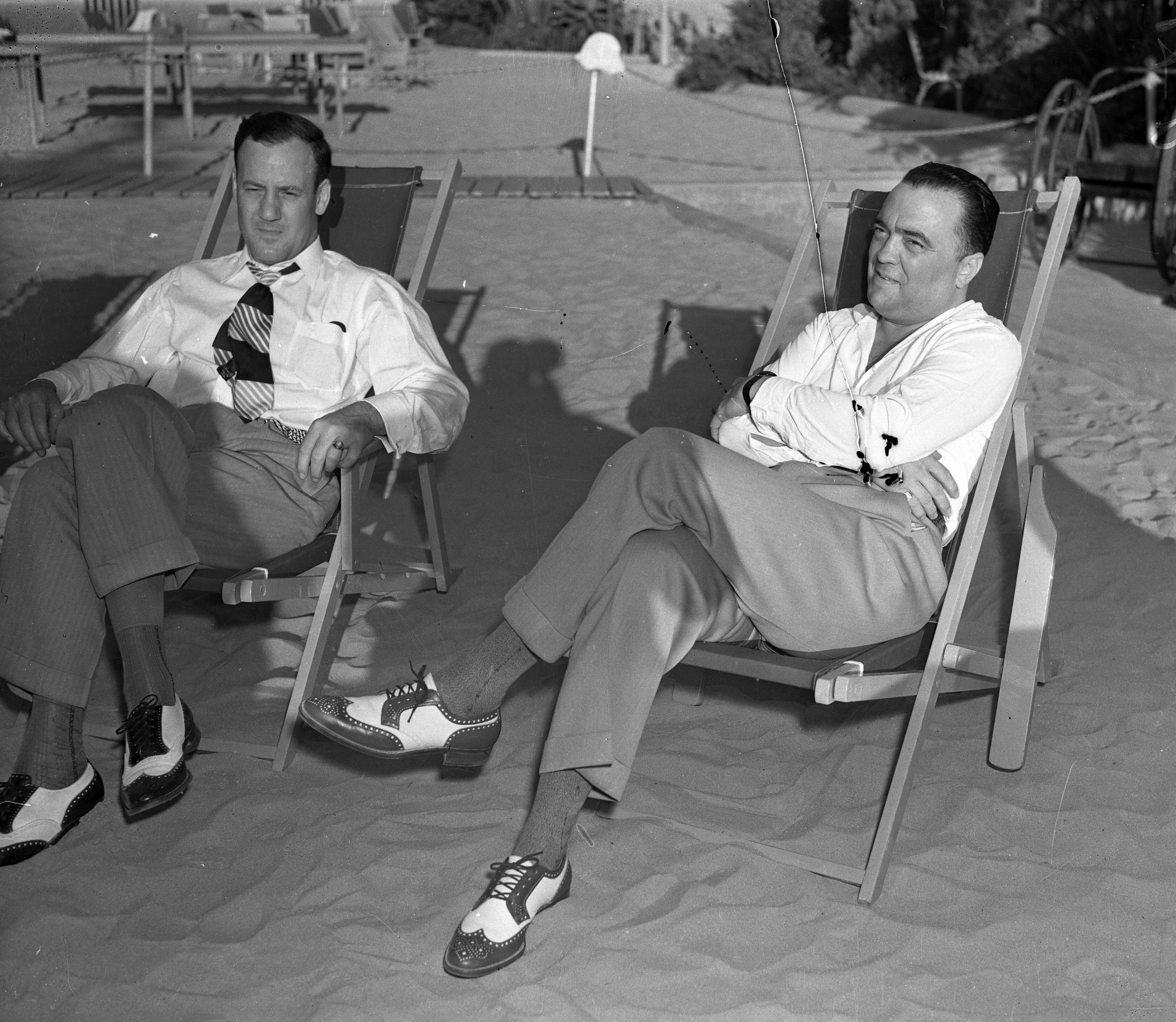
Hoover e Clyde Tolson em 1939

Tem sido afirmado que J. Edgar Hoover afirmava Clyde Tolson como seu alter-ego. Eles trabalhavam juntos durante o dia, faziam suas refeições em conjunto, socializavam-se juntos à noite e passavam suas férias juntos. Rumores circularam durante anos de que os dois tiveram um relacionamento romântico. Alguns autores têm rejeitado os rumores sobre sua orientação sexual e uma possível relação íntima com Tolson, enquanto outros os descreveram como muito provável ou mesmo "confirmaram", e outros ainda relataram os rumores sem indicar uma opinião.
Assim que Hoover morreu, Tolson herdou sua propriedade de 550 mil dólares e se mudou para sua casa, e colocou a bandeira dos EUA em volta no caixão de Hoover. A sepultura de Hoover fica a poucos metros do túmulo de Tolson no cemitério do Congresso.
Apesar de todos os rumores, contudo, não há provas disso, já que todos os arquivos pessoais que Hoover guardava a seu respeito na época simplesmente desapareceram com a morte deste.

## Programa COINTELPRO

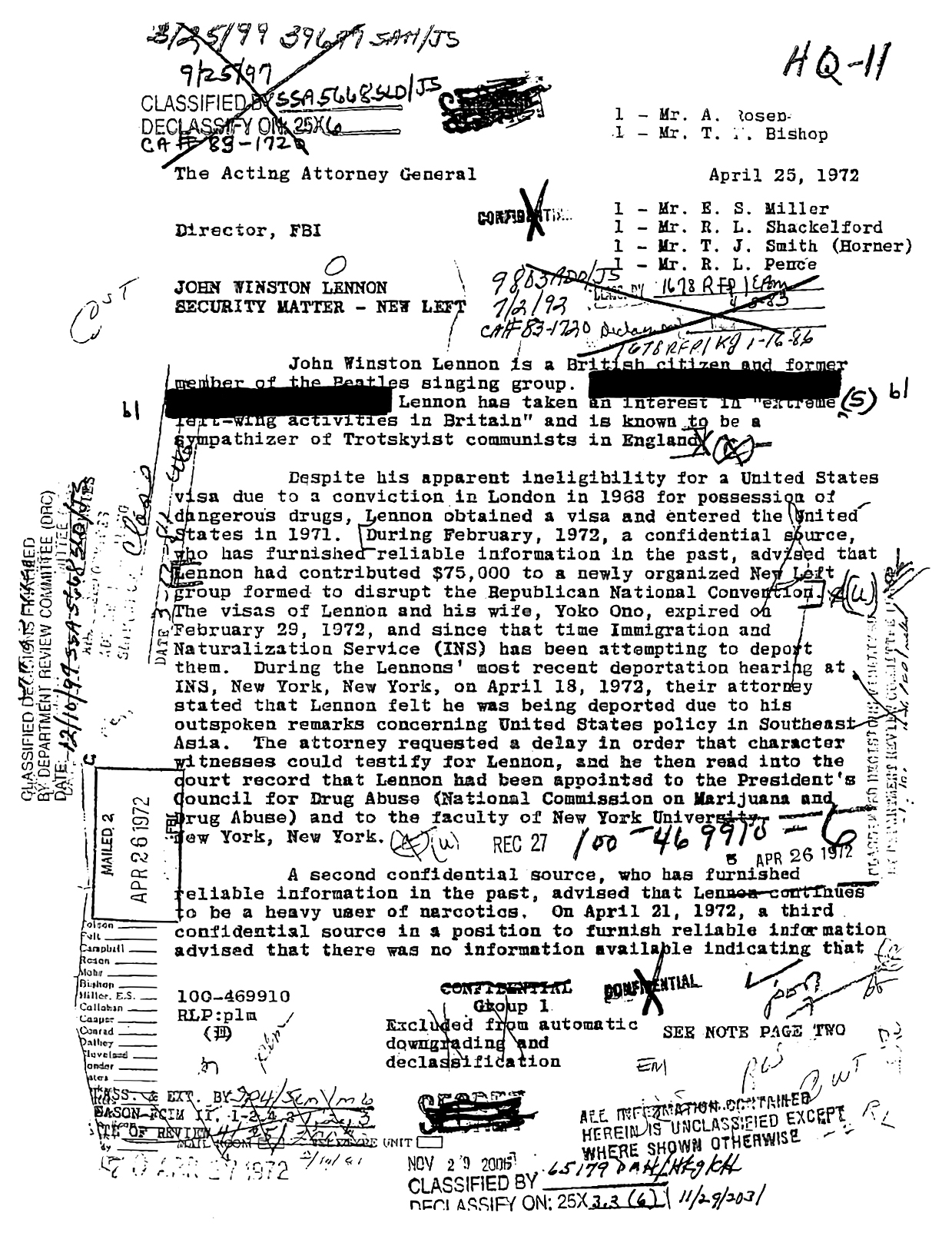
Investigação de John Lennon

Em 1956, Hoover ficou extremamente frustrado com empecilhos criados pela Justiça dos Estados Unidos em condenar pessoas por razões políticas, ativismo ou atividades que ele via como ameaça. Foi então que Hoover criou formalmente um programa clandestino de "jogos sujos", chamados "dirty tricks", o Programa COINTELPRO.
O programa clandestino era realizado pelo próprio FBI e seus agentes e era um programa de sabotagem, intimidação e perseguição de indivíduos e grupos escolhidos por Hoover como alvo das atividades destrutivas do programa. Este programa permaneceu secreto ate 1971, tendo sido exposto apenas depois do roubo de documentos secretos sobre o programa.
COINTELPRO foi usado para iniciar investigações intimidadoras e perseguir pessoas notórias como John Lennon, por seu protesto contra a Guerra do Vietnã, Martin Luther King, Charlie Chaplin e inúmeros outros.
Os métodos incluíam, infiltração de movimentos pacifistas, roubos, escutas telefônicas, invasão domiciliar, e uma série de operações clandestinas ofensivas e ilegais e historiadores e pesquisadores afirmam que o programa incluía a incitação de violência e assassinatos.
Em 1975, as atividades do COINTELPRO foram investigadas pelo Church Committee e suas atividades foram consideradas ilegais.

## Críticas
Praticamente intocável durante sua longa carreira, no final de sua vida passou a ser alvo de críticas da sociedade. Na década de 1960, passou mais tempo censurando o telefone de congressistas e perseguindo líderes do movimento negro do que combatendo criminosos comuns de fato.
Muitos escritores o citaram em suas obras, entre eles Robert Ludlum no romance "O Arquivo de Chancellor", onde sua morte é detalhadamente descrita como um assassinato. O pano de fundo para A Campainha Tocou, de 1966, é fornecido por J. Edgar Hoover.
Em 2011, foi feito um filme baseado na sua história, intitulado "J. Edgar". No filme de Clint Eastwood o ator Leonardo DiCaprio interpreta John Edgar Hoover.
Em 19 de janeiro de 2014, o historiador norte-americano Alfred W. McCoy publicou um resumo de seu trabalho de pesquisa sobre a História e os precedentes da espionagem nos Estados Unidos e seus propósitos e objetivos ao longo dos anos, analisando as revelações de Vigilância Global iniciadas em junho de 2013 com base nos documentos fornecidos por Edward Snowden.
Faz um estudo comparativo da vigilância global à luz das táticas de Edgar Hoover para se manter no poder do FBI e aborda o que vê como os reais objetivos do sistema de vigilância da NSA, analisando a perda da hegemonia econômica norte-americana e os meios que os Estados Unidos utilizam para se manter como a nação mais poderosa do mundo.
Seu artigo relaciona os vários programas de vigilância, objetivos e consequências. O estudo foi publicado sob o título: "A Vigilância não é sobre Segurança Nacional mas sim sobre chantagem".

## Publicações
J. Edgar Hoover foi o autor nominal de vários livros e artigos, embora se acredite amplamente que todos eles foram escritos por funcionários do FBI. Hoover recebeu o crédito e royalties.
- Hoover, J. Edgar (1938). Persons in Hiding. [S.l.]: Gaunt Publishing. ISBN 978-1-56169-340-5
- Hoover, J. Edgar (1947). «Red Fascism in the United States Today». The American Magazine
- Hoover, J. Edgar (1958). Masters of Deceit: The Story of Communism in America and How to Fight It. [S.l.]: Holt Rinehart and Winston. ISBN 978-1-4254-8258-9[38]
- Hoover, J. Edgar (1962). A Study of Communism. [S.l.]: Holt Rinehart & Winston. ISBN 978-0-03-031190-1